# Rejon janiski
Rejon janiski (lit. Joniškio rajono savivaldybė) – rejon w północnej Litwie.